# ۵ (آلبوم اد شیرن)
«۵» آلبوم چندآهنگه و گردآوری‌شده از خواننده و ترانه‌سرای بریتانیایی اد شیرن است. این آلبوم در ۱۲ مه ۲۰۱۵ از طریق آتلانتیک رکوردز منتشر شد.